# Wilhelmshavener HV

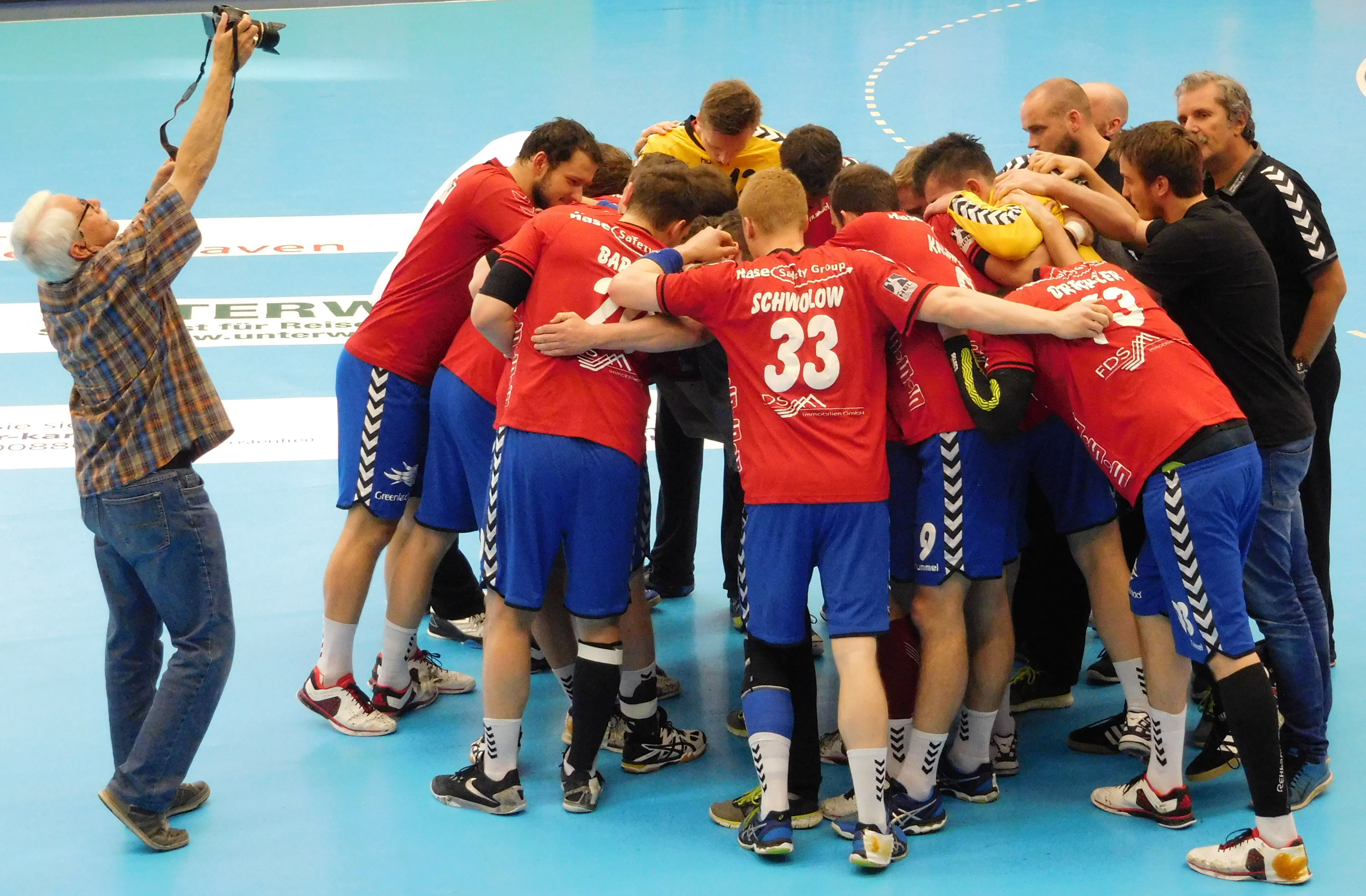
Wilhelmshavener HV, 2016

Wilhelmshavener HV (pełna nazwa: Wilhelmshavener Handballverein) – niemiecki klub piłki ręcznej mężczyzn z siedzibą w Wilhelmshaven. Został założony w 1995 roku. Klub występuje w rozgrywkach 2. Bundesligi. Klub mecze ligowe rozgrywa Nordfrost-Arena.

## Informacje ogólne
- Klasa rozgrywek -  2.Bundesliga
- Barwy - niebiesko-czerwono-żółte
- Hala - 	Nordfrost-Arena
- Liczba miejsc - 2 431
- Trener klubu -  Christian Kohrmann

## Polacy w klubie
W przeszłości w klubie występowali Polacy: Adam Weiner (1999-2008; 2014–) oraz Jacek Będzikowski (2005-2008); Bartosz Konitz (2019-)